# جیجاق استلر
جیجاق استلر با نام علمی (Cyanocitta stelleri) نام پرنده بومی غرب و شمال آمریکا می‌باشد. این پرنده در سال ۱۸۷۷ به دست یوهان فریدریش گملین حشره‌شناس آلمانی شناسایی شده‌است.